# Torneo Apertura 2013 (Guatemala)
El Torneo Apertura 2013 fue el 29º torneo corto del fútbol guatemalteco, dando inicio a la temporada 2013-14 de la Liga Nacional de Fútbol de Guatemala.

## Cambios
- Los equipos Deportivo Coatepeque y Deportivo Iztapa ocuparon las plazas dejadas por Juventud Escuintleca y Deportivo Petapa.

## Equipos

### Equipos participantes
| Club                                   | Ciudad              | Departamento   | Estadio                         | Capacidad |
| -------------------------------------- | ------------------- | -------------- | ------------------------------- | --------- |
| Club Social y Deportivo Comunicaciones | Ciudad de Guatemala | Guatemala      | Estadio Cementos Progreso       | 17.000    |
| Club Social y Deportivo Municipal      | Ciudad de Guatemala | Guatemala      | Estadio Manuel Felipe Carrera   | 10.000    |
| Club Social y Deportivo Suchitepéquez  | Mazatenango         | Suchitepéquez  | Estadio Carlos Salazar Hijo     | 10.000    |
| Deportivo Coatepeque                   | Coatepeque          | Quetzaltenango | Estadio Israel Barrios          | 25.500    |
| Deportivo Iztapa                       | Iztapa              | Escuintla      | Estadio Armando Barillas        | 10.000    |
| Deportivo Malacateco                   | Malacatán           | San Marcos     | Estadio Santa Lucía             | 8.000     |
| Deportivo Marquense                    | San Marcos          | San Marcos     | Estadio Marquesa de la Ensenada | 11.000    |
| Deportivo Mictlán                      | Asunción Mita       | Jutiapa        | Estadio La Asunción             | 3.000     |
| Halcones F.C.                          | La Democracia       | Huehuetenango  | Estadio Comunal de La Mesilla   | 5.000     |
| Heredia Jaguares                       | Morales             | Izabal         | Estadio Del Monte               | 8.000     |
| Universidad SC                         | Ciudad de Guatemala | Guatemala      | Estadio Revolución              | 5.000     |
| Xelajú Mario Camposeco                 | Quetzaltenango      | Quetzaltenango | Estadio Mario Camposeco         | 13.000    |

### Equipos por Departamento
| Departamento   | N.º | Equipos                       |
| -------------- | --- | ----------------------------- |
| Guatemala      | 3   | Comunicaciones Municipal USAC |
| Quetzaltenango | 2   | Coatepeque Xelajú             |
| San Marcos     | 2   | Malacateco Marquense          |
| Escuintla      | 1   | Iztapa                        |
| Huehuetenango  | 1   | Halcones                      |
| Izabal         | 1   | Heredia                       |
| Jutiapa        | 1   | Mictlán                       |
| Suchitepéquez  | 1   | Suchitepéquez                 |

## Fase de clasificación
|  | Pos. | Equipos             | PJ | PG | PE | PP | GF | GC | Dif. | PTS | Clasificación    |
|  | ---- | ------------------- | -- | -- | -- | -- | -- | -- | ---- | --- | ---------------- |
|  | 1º   | Comunicaciones      | 22 | 14 | 2  | 5  | 44 | 15 | +29  | 44  | Cuartos de final |
|  | 2º   | Municipal           | 22 | 13 | 5  | 4  | 37 | 13 | +24  | 44  | Cuartos de final |
|  | 3º   | Heredia             | 22 | 10 | 5  | 7  | 34 | 25 | +9   | 35  | Cuartos de final |
|  | 4º   | Universidad SC      | 22 | 11 | 2  | 9  | 27 | 33 | -6   | 35  | Cuartos de final |
|  | 5º   | Marquense           | 22 | 9  | 7  | 6  | 26 | 22 | +4   | 34  | Cuartos de final |
|  | 6º   | Halcones La Mesilla | 22 | 8  | 5  | 9  | 23 | 33 | -10  | 29  | Cuartos de final |
|  | 7º   | Malacateco          | 22 | 7  | 7  | 8  | 21 | 25 | -4   | 28  | Cuartos de final |
|  | 8º   | Suchitepéquez       | 22 | 6  | 9  | 7  | 28 | 26 | 2    | 27  | Cuartos de final |
|  | 9°   | Xelajú MC           | 22 | 7  | 6  | 9  | 36 | 35 | 1    | 27  |                  |
|  | 10º  | Mictlán             | 22 | 6  | 6  | 10 | 20 | 39 | -19  | 24  |                  |
|  | 11º  | Coatepeque          | 22 | 4  | 7  | 11 | 21 | 33 | -12  | 19  |                  |
|  | 12º  | Iztapa              | 22 | 3  | 7  | 12 | 19 | 37 | -18  | 16  |                  |
|  |      |                     |    |    |    |    |    |    |      |     |                  |

### Evolución de las posiciones
| Equipo / Jornada        | 1  | 2  | 3  | 4  | 5  | 6  | 7  | 8  | 9  | 10 | 11 | 12 | 13 | 14 | 15 | 16 | 17 | 18 | 19 | 20 | 21 | 22 |
| ----------------------- | -- | -- | -- | -- | -- | -- | -- | -- | -- | -- | -- | -- | -- | -- | -- | -- | -- | -- | -- | -- | -- | -- |
| Comunicaciones          | 2  | 2  | 1  | 1  | 1  | 1  | 1  | 2  | 1  | 1  | 1  | 1  | 1  | 1  | 1  | 1  | 1  | 1  | 1  | 1  | 1  | 1  |
| Municipal               | 3  | 4  | 2  | 2  | 2  | 2  | 2  | 1  | 2  | 2  | 2  | 2  | 2  | 2  | 2  | 2  | 2  | 2  | 2  | 2  | 2  | 2  |
| Heredia Jaguares        | 11 | 6  | 5  | 6  | 4  | 4  | 3  | 5  | 3  | 3  | 4  | 4  | 3  |    | 5  | 4  | 3  | 4  | 3  | 3  | 3  | 3  |
| Universidad SC          | 9  | 12 | 8  | 10 | 8  | 10 | 9  | 9  | 9  | 10 | 8  | 8  | 10 |    | 7  | 6  | 5  | 5  | 5  | 4  | 5  | 4  |
| Deportivo Marquense     | 8  | 5  | 7  | 5  | 7  | 6  | 6  | 8  | 7  | 7  | 3  | 3  | 5  |    | 3  | 3  | 4  | 3  | 4  | 5  | 4  | 5  |
| Halcones F.C.           | 4  | 7  | 6  | 7  | 9  | 9  | 8  | 7  | 8  | 5  | 9  | 9  | 9  |    | 6  | 7  | 6  | 7  | 6  | 7  | 7  | 6  |
| Malacateco              | 10 | 8  | 9  | 8  | 6  | 7  | 5  | 3  | 5  | 6  | 6  | 6  | 7  |    | 9  | 8  | 8  | 8  | 8  | 6  | 6  | 7  |
| Deportivo Suchitepéquez | 1  | 1  | 4  | 4  | 3  | 3  | 4  | 6  | 4  | 4  | 5  | 5  | 4  |    | 4  | 5  | 7  | 6  | 7  | 8  | 8  | 8  |
| Xelajú M.C.             | 12 | 11 | 12 | 9  | 10 | 8  | 10 | 10 | 10 | 9  | 7  | 7  | 8  |    | 8  | 9  | 9  | 9  | 9  | 10 | 9  | 9  |
| Deportivo Mictlán       | 5  | 3  | 3  | 3  | 5  | 5  | 7  | 4  | 6  | 8  | 10 | 10 | 6  |    | 10 | 10 | 10 | 10 | 10 | 9  | 10 | 10 |
| Deportivo Coatepeque    | 6  | 9  | 10 | 11 | 11 | 11 | 12 | 12 | 12 | 11 | 11 | 11 | 11 | 11 | 11 | 11 | 11 | 11 | 11 | 11 | 11 | 11 |
| Deportivo Iztapa        | 7  | 10 | 11 | 12 | 12 | 12 | 11 | 11 | 11 | 12 | 12 | 12 | 12 | 12 | 12 | 12 | 12 | 12 | 12 | 12 | 12 | 12 |

## Resultados
Los horarios corresponden a la Hora Centroamericana UTC-6 en horario estándar sin horario de verano.

### Primera Vuelta
| Iztapa        | 0 - 0 | Coatepeque     | Armando Barillas      | 4 de agosto | 11:00 | 641   |
| Mictlán       | 1 - 0 | Marquense      | La Asunción           | 4 de agosto | 11:00 | 491   |
| Municipal     | 1 - 0 | Malacateco     | Manuel Felipe Carrera | 4 de agosto | 11:00 | 4,467 |
| Suchitepéquez | 4 - 1 | Xelajú MC      | Carlos Salazar Hijo   | 4 de agosto | 11:00 | 1,844 |
| Halcones F.C. | 1 - 0 | USAC           | Comunal de La Mesilla | 4 de agosto | 12:00 | 201   |
| Heredia       | 0 - 2 | Comunicaciones | Del Monte             | 4 de agosto | 12:00 | 1,882 |

| USAC           | 0 - 3 | Heredia       | Revolución              | 10 de agosto | 15:15 | 501   |
| Comunicaciones | 1 - 0 | Iztapa        | Cementos Progreso       | 10 de agosto | 18:00 | 741   |
| Marquense      | 4 - 1 | Halcones F.C. | Marquesa de la Ensenada | 10 de agosto | 20:00 | 1,677 |
| Coatepeque     | 0 - 1 | Suchitepéquez | Israel Barrios          | 11 de agosto | 12:00 | 4,307 |
| Xelajú MC      | 1 - 1 | Municipal     | Marquesa de la Ensenada | 11 de agosto | 12:00 | 2,387 |
| Malacateco     | 1 - 1 | Mictlán       | Santa Lucía             | 11 de agosto | 13:00 | 839   |

| Heredia        | 1 - 0 | Marquense  | Del Monte             | 17 de agosto | 15:00 | 703   |
| Comunicaciones | 2 - 1 | Coatepeque | Cementos Progreso     | 17 de agosto | 18:00 | 457   |
| Iztapa         | 2 - 3 | USAC       | Armando Barillas      | 18 de agosto | 11:00 | 184   |
| Mictlán        | 1 - 0 | Xelajú MC  | La Asunción           | 18 de agosto | 11:00 | 716   |
| Suchitepéquez  | 2 - 3 | Municipal  | Carlos Salazar Hijo   | 18 de agosto | 11:00 | 4,105 |
| Halcones F.C.  | 2 - 1 | Malacateco | Comunal de La Mesilla | 18 de agosto | 12:00 | 129   |

| Suchitepéquez | 2 - 2 | Mictlán        | Carlos Salazar Hijo     | 24 de agosto | 12:00 | 873   |
| Marquense     | 2 - 0 | Iztapa         | Marquesa de la Ensenada | 24 de agosto | 20:00 | 1,855 |
| Municipal     | 1 - 0 | Coatepeque     | Manuel Felipe Carrera   | 25 de agosto | 11:00 | 3,147 |
| USAC          | 1 - 3 | Comunicaciones | Revolución              | 25 de agosto | 11:05 | 904   |
| Xelajú MC     | 1 - 0 | Halcones F.C.  | Mario Camposeco         | 25 de agosto | 12:00 | 573   |
| Malacateco    | 1 - 0 | Heredia        | Santa Lucía             | 25 de agosto | 13:00 | 696   |

| Iztapa         | 0 - 1 | Malacateco    | Armando Barillas      | 1 de septiembre | 11:00 | 98    |
| Mictlán        | 0 - 0 | Municipal     | La Asunción           | 1 de septiembre | 11:00 | 2,403 |
| Halcones F.C.  | 0 - 2 | Suchitepéquez | Comunal de La Mesilla | 1 de septiembre | 12:00 | 249   |
| Heredia        | 4 - 3 | Xelajú MC     | Del Monte             | 1 de septiembre | 12:00 | 1,070 |
| Coatepeque     | 1 - 2 | USAC          | Israel Barrios        | 1 de septiembre | 12:00 | 2,913 |
| Comunicaciones | 2 - 0 | Marquense     | Cementos Progreso     | 1 de septiembre | 18:00 | 869   |

| Suchitepéquez        | 0 - 0 | Heredia              | Carlos Salazar Hijo     | 4 de septiembre  | 12:00 | 902   |
| Deportivo Mictlán    | 1 - 1 | Deportivo Coatepeque | La Asunción             | 4 de septiembre  | 15:00 | 416   |
| Marquense            | 1 - 0 | USAC                 | Marquesa de la Ensenada | 4 de septiembre  | 20:00 | 1,318 |
| Xelajú MC            | 3 - 2 | Iztapa               | Mario Camposeco         | 4 de septiembre  | 20:00 | 1,906 |
| Municipal            | 1 - 0 | Halcones F.C.        | Manuel Felipe Carrera   | 11 de septiembre | 12:30 | 1,290 |
| Deportivo Malacateco | 2 - 0 | Comunicaciones       | Santa Lucía             | 11 de septiembre | 13:00 | 1,286 |

| Iztapa               | 1 - 0 | Suchitepéquez        | Armando Barillas      | 8 de septiembre | 11:00 | 135   |
| USAC                 | 1 - 0 | Deportivo Malacateco | Revolución            | 8 de septiembre | 11:05 | 264   |
| Halcones F.C.        | 3 - 1 | Deportivo Mictlán    | Comunal de La Mesilla | 8 de septiembre | 12:00 | 180   |
| Heredia              | 1 - 0 | Municipal            | Del Monte             | 8 de septiembre | 12:00 | 1,917 |
| Deportivo Coatepeque | 0 - 0 | Marquense            | Israel Barrios        | 8 de septiembre | 12:00 | 2,857 |
| Comunicaciones       | 1 - 2 | Xelajú MC            | Cementos Progreso     | 2 de octubre    | 20:00 | TBA   |

| Xelajú MC     | 1 - 1 | USAC           | Mario Camposeco       | 12 de septiembre | 20:00 | 2,081 |
| Mictlán       | 2 - 0 | Heredia        | La Asunción           | 13 de septiembre | 15:00 | 501   |
| Suchitepéquez | 1 - 1 | Comunicaciones | Carlos Salazar Hijo   | 15 de septiembre | 11:00 | 2,501 |
| Municipal     | 3 - 1 | Iztapa         | Manuel Felipe Carrera | 15 de septiembre | 11:00 | 2,511 |
| Malacateco    | 2 - 0 | Marquense      | Santa Lucía           | 15 de septiembre | 13:00 | 1,208 |
| Halcones F.C. | 3 - 2 | Coatepeque     | Comunal de La Mesilla | 15 de septiembre | 15:00 | 393   |

| Heredia        | 3 - 1 | Halcones F.C. | Del Monte               | 20 de septiembre | 15:00 | 533   |
| Marquense      | 1 - 0 | Xelajú MC     | Marquesa de la Ensenada | 21 de septiembre | 12:00 | 1,693 |
| Comunicaciones | 1 - 0 | Municipal     | Cementos Progreso       | 21 de septiembre | 18:00 | 7,216 |
| Iztapa         | 1 - 1 | Mictlán       | Armando Barillas        | 22 de septiembre | 11:00 | 102   |
| USAC           | 1 - 3 | Suchitepéquez | Revolución              | 22 de septiembre | 11:05 | 397   |
| Coatepeque     | 3 - 3 | Malacateco    | Israel Barrios          | 22 de septiembre | 12:00 | 3,037 |

| Mictlán       | 0 - 2 | Comunicaciones | La Asunción           | 29 de septiembre | 11:00 | 1,201 |
| Municipal     | 6 - 0 | USAC           | Manuel Felipe Carrera | 29 de septiembre | 11:00 | 2,344 |
| Suchitepéquez | 0 - 0 | Marquense      | Carlos Salazar Hijo   | 29 de septiembre | 11:00 | 941   |
| Heredia       | 2 - 2 | Coatepeque     | Del Monte             | 29 de septiembre | 12:00 | 621   |
| Halcones F.C. | 1 - 0 | Iztapa         | Comunal de La Mesilla | 29 de septiembre | 12:00 | 179   |
| Xelajú MC     | 1 - 0 | Malacateco     | Mario Camposeco       | 29 de septiembre | 12:00 | 3,476 |

| Marquense      | 0 - 0 | Municipal     | Marquesa de la Ensenada | 5 de octubre | 12:00 | 3,159 |
| USAC           | 1 - 0 | Mictlán       | Revolución              | 5 de octubre | 15:15 | 161   |
| Comunicaciones | 6 - 0 | Halcones F.C. | Cementos Progreso       | 5 de octubre | 16:00 | 885   |
| Iztapa         | 0 - 0 | Heredia       | Armando Barillas        | 6 de octubre | 11:00 | 131   |
| Coatepeque     | 1 - 1 | Xelajú MC     | Israel Barrios          | 6 de octubre | 12:00 | 7,100 |
| Malacateco     | 1 - 0 | Suchitepéquez | Santa Lucía             | 6 de octubre | 13:00 | 686   |

### Segunda Vuelta
| Coatepeque     | 2 - 1 | Iztapa        | Israel Barrios        | 9 de octubre | 13:00 | 2,860 |
| Malacateco     | 0 - 2 | Municipal     | Santa Lucía           | 9 de octubre | 13:00 | 1,486 |
| USAC           | 1 - 0 | Halcones F.C. | Revolución            | 9 de octubre | 15:15 | 267   |
| Comunicaciones | 3 - 0 | Heredia       | Cementos Progreso     | 9 de octubre | 20:00 | 726   |
| Marquense      | 2 - 0 | Mictlán       | Comunal de La Mesilla | 9 de octubre | 20:00 | 895   |
| Xelajú MC      | 2 -2  | Suchitepéquez | Mario Camposeco       | 9 de octubre | 20:00 | 2,184 |

| Municipal     | 3 - 0 | Xelajú MC      | Manuel Felipe Carrera | 13 de octubre | 11:00 | 3,724 |
| Mictlán       | 3 - 0 | Malacateco     | La Asunción           | 13 de octubre | 11:00 | 227   |
| Iztapa        | 0 - 3 | Comunicaciones | Armando Barillas      | 13 de octubre | 11:00 | 384   |
| Suchitepéquez | 1 - 0 | Coatepeque     | Carlos Salazar Hijo   | 13 de octubre | 11:00 | 1,043 |
| Halcones F.C. | 1 - 1 | Marquense      | Comunal de la Mesilla | 13 de octubre | 12:00 | 186   |
| Heredia       | 3 - 0 | USAC           | Del Monte             | 13 de octubre | 12:00 | 449   |

| USAC       | 3 - 1 | Iztapa         | Revolución              | 19 de octubre | 15:15 | 230    |
| Municipal  | 1 - 1 | Suchitepéquez  | Manuel Felipe Carrera   | 20 de octubre | 11:00 | 4,005  |
| Marquense  | 2 - 1 | Heredia        | Marquesa de la Ensenada | 20 de octubre | 12:00 | 2,214  |
| Coatepeque | 1 - 2 | Comunicaciones | Israel Barrios          | 20 de octubre | 12:00 | 10,138 |
| Malacateco | 2 - 2 | Halcones F.C.  | Santa Lucía             | 20 de octubre | 13:00 | 333    |
| Xelajú MC  | 6 - 0 | Mictlán        | Mario Camposeco         | 20 de octubre | 18:00 | 3,612  |

| Mictlán        | 1 - 1 | Suchitepéquez | La Asunción           | 27 de octubre | 11:00 | 246   |
| Iztapa         | 0 - 0 | Marquense     | Armando Barillas      | 27 de octubre | 11:00 | 61    |
| Comunicaciones | 1 - 1 | USAC          | Cementos Progreso     | 27 de octubre | 11:00 | 1,342 |
| Coatepeque     | 1 - 0 | Municipal     | Carlos Salazar Hijo   | 27 de octubre | 12:00 | 6,434 |
| Halcones F.C.  | 1 - 0 | Xelajú MC     | Comunal de La Mesilla | 27 de octubre | 12:00 | 209   |
| Heredia        | 1 - 1 | Malacateco    | Del Monte             | 27 de octubre | 12:00 | 296   |

| Suchitepéquez | 1 - 1 | Halcones F.C.  | Carlos Salazar Hijo     | 30 de octubre | 12:00 | 540   |
| Municipal     | 5 - 0 | Mictlán        | Manuel Felipe Carrera   | 30 de octubre | 12:30 | 1,218 |
| Malacateco    | 1 - 1 | Iztapa         | Santa Lucía             | 30 de octubre | 13:00 | 384   |
| USAC          | 2 - 0 | Coatepeque     | Revolución              | 30 de octubre | 15:35 | 446   |
| Xelajú MC     | 1 - 3 | Heredia        | Mario Camposeco         | 30 de octubre | 20:00 | 3,660 |
| Marquense     | 2 - 1 | Comunicaciones | Marquesa de la Ensenada | 30 de octubre | 20:00 | 4,100 |

| USAC           | 4 - 2 | Marquense     | Revolución            | 2 de noviembre | 15:35 | 611   |
| Comunicaciones | 3 - 0 | Malacateco    | Cementos Progreso     | 2 de noviembre | 18:00 | 808   |
| Iztapa         | 3 - 2 | Xelajú MC     | Armando Barillas      | 3 de noviembre | 11:00 | 105   |
| Coatepeque     | 2 - 0 | Mictlán       | Israel Barrios        | 3 de noviembre | 12:00 | 2,306 |
| Halcones F.C.  | 2 - 1 | Municipal     | Comunal de La Mesilla | 3 de noviembre | 12:00 | 573   |
| Heredia        | 2 - 1 | Suchitepéquez | Mario Camposeco       | 3 de noviembre | 12:00 | 619   |

| Municipal     | 1 - 0 | Heredia        | Manuel Felipe Carrera   | 6 de noviembre | 12:30 | 1,517 |
| Malacateco    | 1 - 0 | USAC           | Santa Lucía             | 6 de noviembre | 13:00 | 368   |
| Mictlán       | 2 - 0 | Halcones F.C.  | La Asunción             | 6 de noviembre | 15:00 | 201   |
| Suchitepéquez | 2 - 2 | Iztapa         | Carlos Salazar Hijo     | 6 de noviembre | 19:00 | 669   |
| Xelajú MC     | 2 - 0 | Comunicaciones | Mario Camposeco         | 6 de noviembre | 20:00 | 4,548 |
| Marquense     | 2 - 0 | Coatepeque     | Marquesa de la Ensenada | 6 de noviembre | 20:00 | 2,625 |

| Iztapa         | 1 - 1 | Municipal     | Armando Barillas        | 10 de noviembre | 11:00 | 740   |
| USAC           | 2 - 1 | Xelajú MC     | Revolución              | 10 de noviembre | 11:05 | 723   |
| Coatepeque     | 0 - 0 | Halcones F.C. | Israel Barrios          | 10 de noviembre | 12:00 | 2,151 |
| Heredia        | 4 - 1 | Mictlán       | Del Monte               | 10 de noviembre | 12:00 | 334   |
| Marquense      | 0 - 0 | Malacateco    | Marquesa de la Ensenada | 10 de noviembre | 12:00 | 2,019 |
| Comunicaciones | 3 - 0 | Suchitepéquez | Cementos Progreso       | 10 de noviembre | 18:00 | 1,622 |

| Mictlán       | 2 - 0 | Iztapa         | La Asunción           | 15 de noviembre | 15:00 | 388   |
| Xelajú MC     | 3 - 3 | Marquense      | Mario Camposeco       | 16 de noviembre | 18:00 | 3,855 |
| Municipal     | 1 - 0 | Comunicaciones | Manuel Felipe Carrera | 17 de noviembre | 11:00 | 5,229 |
| Suchitepéquez | 0 - 2 | USAC           | Carlos Salazar Hijo   | 17 de noviembre | 11:00 | 565   |
| Halcones F.C. | 1 - 1 | Heredia        | Comunal de La Mesilla | 17 de noviembre | 12:00 | 249   |
| Malacateco    | 3 - 0 | Coatepeque     | Santa Lucía           | 17 de noviembre | 13:00 | 796   |

| Iztapa         | 3 - 2 | Halcones F.C. | Armando Barillas        | 20 de noviembre | 13:00 | 50    |
| Coatepeque     | 2 - 1 | Heredia       | Israel Barrios          | 20 de noviembre | 13:00 | 2,034 |
| Malacateco     | 1 - 1 | Xelajú MC     | Santa Lucía             | 20 de noviembre | 13:00 | 786   |
| USAC           | 1 - 3 | Municipal     | Revolución              | 20 de noviembre | 15:05 | 1,461 |
| Comunicaciones | 7 - 0 | Mictlán       | Cementos Progreso       | 20 de noviembre | 20:00 | 875   |
| Marquense      | 2 - 1 | Suchitepéquez | Marquesa de la Ensenada | 20 de noviembre | 20:00 | 3,030 |

| Suchitepéquez | 3 - 0 | Malacateco     | Carlos Salazar Hijo   | 24 de noviembre | 11:00 |  |
| Halcones F.C. | 1 - 0 | Comunicaciones | Comunal de La Mesilla | 24 de noviembre | 11:00 |  |
| Heredia       | 4 - 0 | Iztapa         | Del Monte             | 24 de noviembre | 11:00 |  |
| Mictlán       | 0 - 1 | USAC           | La Asunción           | 24 de noviembre | 11:00 |  |
| Xelajú MC     | 4 - 1 | Coatepeque     | Mario Camposeco       | 24 de noviembre | 11:00 |  |
| Municipal     | 3 - 1 | Marquense      | Manuel Felipe Carrera | 24 de noviembre | 11:00 |  |

## Líderes Individuales
Estos fueron los líderes de goleo y porteros menos vencidos, de la fase de clasificación.

### Trofeo Juan Carlos Plata
Posiciones Finales.
| N.º | Jugador              | Goles | Penales | Equipo                                |
| --- | -------------------- | ----- | ------- | ------------------------------------- |
|     | Israel Silva         | 14    | 0       | Xelajú Mario Camposeco                |
| 2   | Carlos Kamiani Félix | 11    | 1       | Universidad SC                        |
| 2   | Jonathan Hansen      | 11    | 3       | Club Social y Deportivo Suchitepéquez |
| 4   | Carlos Asprilla      | 10    | 2       | Deportivo Mictlán                     |
| 5   | Agustín Herrera      | 9     | 0       | Club Social y Deportivo Coatepeque    |
| 5   | Jorge Mario Ortiz    | 9     | 0       | Deportivo Marquense                   |

### Trofeo Josue Danny Ortiz
Posiciones Finales
| N.º | Jugador           | Partidos | Goles | Promedio | Equipo                                 |
| --- | ----------------- | -------- | ----- | -------- | -------------------------------------- |
|     | Santiago Morandi  | 21       | 12    | 0.57     | Club Social y Deportivo Municipal      |
| 2   | Juan José Paredes | 18       | 11    | 0.61     | Club Social y Deportivo Comunicaciones |
| 3   | Marvin Barrios    | 16       | 15    | 0.94     | Deportivo Marquense                    |

## Fase Final
|  | Cuartos de final | Cuartos de final | Cuartos de final | Cuartos de final | Cuartos de final |   |       | Semifinales    | Semifinales | Semifinales | Semifinales | Semifinales |  |   | Final               | Final | Final | Final | Final |  |
|  |                  |                  |                  |                  |                  |   |       |                |             |             |             |             |  |   |                     |       |       |       |       |  |
|  |                  |                  |                  |                  |                  |   |       |                |             |             |             |             |  |   |                     |       |       |       |       |  |
|  | 1                | Comunicaciones   | 2                | 0                | 2                |   |       |                |             |             |             |             |  |   |                     |       |       |       |       |  |
|  | 1                | Comunicaciones   | 2                | 0                | 2                |   |       |                |             |             |             |             |  |   |                     |       |       |       |       |  |
|  | 8                | Suchitepéquez    | 1                | 0                | 1                |   |       |                |             |             |             |             |  |   |                     |       |       |       |       |  |
|  | 8                | Suchitepéquez    | 1                | 0                | 1                |   | 1     | Comunicaciones | 0           | 4           | 4           |             |  |   |                     |       |       |       |       |  |
|  |                  |                  |                  |                  |                  |   | 1     | Comunicaciones | 0           | 4           | 4           |             |  |   |                     |       |       |       |       |  |
|  |                  |                  | 5                | Marquense        | 1                | 0 | 1     |                |             |             |             |             |  |   |                     |       |       |       |       |  |
|  | 4                | USAC             | 5                | Marquense        | 1                | 0 | 1     | 0              | 1           | 1           |             |             |  |   |                     |       |       |       |       |  |
|  | 4                | USAC             |                  |                  |                  |   |       |                |             | 1           |             |             |  |   |                     |       |       |       |       |  |
|  | 5                | Marquense        | 3                | 0                | 3                |   |       |                |             |             |             |             |  |   |                     |       |       |       |       |  |
|  | 5                | Marquense        | 3                | 0                | 3                |   |       |                |             |             |             |             |  | 1 | Comunicaciones (p.) | 0     | 3     | 3 (4) |       |  |
|  |                  |                  |                  |                  |                  |   |       |                |             |             |             |             |  | 1 | Comunicaciones (p.) | 0     | 3     | 3 (4) |       |  |
|  |                  |                  | 3                | Heredia          | 2                | 1 | 3 (3) |                |             |             |             |             |  |   |                     |       |       |       |       |  |
|  | 2                | Municipal        | 3                | Heredia          | 2                | 1 | 3 (3) | 2              | 2           | 4           |             |             |  |   |                     |       |       |       |       |  |
|  | 2                | Municipal        |                  |                  |                  |   |       |                |             | 4           |             |             |  |   |                     |       |       |       |       |  |
|  | 7                | Malacateco       | 2                | 1                | 3                |   |       |                |             |             |             |             |  |   |                     |       |       |       |       |  |
|  | 7                | Malacateco       | 2                | 1                | 3                |   | 2     | Municipal      | 0           | 1           | 1           |             |  |   |                     |       |       |       |       |  |
|  |                  |                  |                  |                  |                  |   | 2     | Municipal      | 0           | 1           | 1           |             |  |   |                     |       |       |       |       |  |
|  |                  |                  | 3                | Heredia          | 3                | 1 | 4     |                |             |             |             |             |  |   |                     |       |       |       |       |  |
|  | 3                | Heredia          | 3                | Heredia          | 3                | 1 | 4     | 0              | 2           | 2           |             |             |  |   |                     |       |       |       |       |  |
|  | 3                | Heredia          |                  |                  |                  |   |       |                |             | 2           |             |             |  |   |                     |       |       |       |       |  |
|  | 6                | Halcones F.C.    | 0                | 0                | 0                |   |       |                |             |             |             |             |  |   |                     |       |       |       |       |  |
|  | 6                | Halcones F.C.    | 0                | 0                | 0                |   |       |                |             |             |             |             |  |   |                     |       |       |       |       |  |
|  |                  |                  |                  |                  |                  |   |       |                |             |             |             |             |  |   |                     |       |       |       |       |  |

|                                    |
| Comunicaciones Campeón 27° Título. |
|                                    |